# Олимпийский музей (Салоники)
Олимпийский музей в Салониках (греч. Ολυμπιακό Μουσείο Θεσσαλονίκης) — музей олимпийского движения Греции, расположенный в Фессалониках на слиянии образовательных, спортивных и культурных маршрутов города. Он стоит рядом с Национальным стадионом «Кафтанзоглио» и Университетом Аристотеля.

## История
Музей был основан в 1998 году под названием «Музей спорта». Он является уникальным музеем спорта в Греции при поддержке Министерства культуры, специального секретариата по спорту Македонии и Западной Фракии, спортивного союза и ассоциации местных органов власти.
Целью музея является сбор, сохранение, запись и оформление истории спорта и способствование его развитию в Греции, последняя программа имеет воспитательный характер. С момента своего создания и до 2004 года, времени Олимпийских игр в Афинах, музей располагался в неоклассическом здании, где в ограниченном пространстве, которое было предоставлено Греческой организацией железной дороги (OSE) (меньше 300 м²), и находилась его выставочная и образовательная экспозиция.

Во время Олимпийских 2004 года музей переехал в новое здание, в первую очередь предназначенное для обслуживания потребностей стадиона «Кафтанзоглио», одной из тех арен, где проходили Олимпийские игры. Новое здание было открыто президентом Международного олимпийского комитета, Жаком Рогге. Это современное здание площадью 4500 м², которое было спроектировано и построено согласно спецификации, установленной современной музееведческой архитектурой.
В январе Международный олимпийский комитет после того, как было получено предложение от греческого Олимпийского комитета, признавая его вклад в спортивную и культурную отрасль, переименовал музей в «Олимпийский музей в Салониках». Организация первой постоянной выставки, посвященной Олимпиаде и олимпийским видам спорта, была первоочерёдной задачей новой политики выставки. Выставка состоит из исторических документов и экспонатов, связанных с греческими олимпийцами: медали, факелы, памятные вещи из олимпийских организаций и спортивное снаряжение. Новая миссия музея не только сохранение и продвижения спортивного наследия, но и сохранение известности национальной истории Олимпийских игр и воплощения олимпийских идеалов.
Олимпийский музей в Салониках состоит из четырёх выставочных залов (постоянная выставка, посвящённая Олимпийским играм под названием «История спорта и воплощение олимпийских идеалов», постоянная интерактивная выставка под названием «Спортивная наука», постоянный выставочный зал существует параллельно с выставкой по моделированию лёгкой атлетики и, наконец, выставочный зал временных выставок). Все выставочные залы оборудованы местами для образовательных программ и семинаров. Кроме того, музей имеет актовый зал, амфитеатр на 300 мест, два более мелких зала, магазин и большое фойе, где могут быть размещены временные выставки менее значимых событий.
Новые строительные нормы в результате спровоцировали перераспределения задач музея и организацию постоянного олимпийского и спортивного сбора, который состоит из пожертвований, личных вещей греческих спортсменов, которые отличились в спортивной секции, сувениры спортивных федераций, частных коллекций, независимых коллекционеров и т. д. Новая политика в отношении коллекции музея сосредоточена на презентации выставки, девизом которой является триптих «тела, духа и души» со спортивным, историческим и культурным интересом. Выставки, которые были созданы, делятся на долгосрочные выставки, временные выставки, интерактивные и художественные выставки.

Одна из основных целей Олимпийского музея в Салониках — найти подход к молодым людям и детям, создать в музее дружественную атмосферу и сделать посещение приятным. Каждая выставка проводится при поддержке различных образовательных программ, в то время как образовательные семинары проводятся по выходным, летом — семинары и театральные классы.
Являясь современным учреждением культуры, музей уделяет большое внимание инновационным технологиям и их использованию в экспозициях музея и коллекции, а также при рассказах экскурсоводов. В 2007 году цифровой тур «Лёгкая атлетика» как выставка был создан в реальном пространстве, в то время как две другие интерактивные выставки, «Паралимпийские игры» и «Медали и факелы» можно найти на сайте музея.
Связи Олимпийского музея в Салониках с общественностью достигаются за счёт информационного бюллетеня и ежемесячной электронной информации. Кроме того, музей издает каталоги своих выставок и стенограммы конференций.
В течение десяти лет музей наладил различные связи с учреждениями культуры, европейскими и международными музеями. В частности, Олимпийский музей в Салониках является членом Международной ассоциации спортивного наследия (ISHA), Международного совета музеев (I.C.O.M.), и с 2007 года — член сети Олимпийских музеев. Также разработано международное сотрудничество с участием представителей администрации спортивного и культурного наследия Европы и Балкан, которое было завершено на основе меморандумов о сотрудничестве.